# Krivošeinskij rajon
Il Krivošeinskij rajon (in russo Кривошеинский район?) è un rajon dell'Oblast' di Tomsk, in Russia; il capoluogo è Krivošeino. Istituito nel 1924, ricopre una superficie di 4.400 chilometri quadrati.